# Perry Anderson (Eishockeyspieler)
Perry Lynn Anderson (* 14. Oktober 1961 in Barrie, Ontario) ist ein ehemaliger kanadischer Eishockeyspieler, der im Verlauf seiner aktiven Karriere zwischen 1978 und 1993 unter anderem 453 Spiele für die St. Louis Blues, New Jersey Devils und San Jose Sharks in der National Hockey League auf der Position des linken Flügelstürmers bestritten hat.

## Karriere
Anderson spielte zunächst drei Jahre von 1978 bis 1981 bei den Kingston Canadians in der Ontario Major Junior Hockey League, die sich zur Saison 1980/81 in Ontario Hockey League umbenannte. Zu dieser Zeit wechselte er innerhalb der Liga zu den Brantford Alexanders.
Zur Saison 1981/82 unterzeichnete der Flügelstürmer seinen ersten NHL-Vertrag bei den St. Louis Blues, die ihn bereits im NHL Entry Draft 1980 in der sechsten Runde an 117. Position ausgewählt hatten. Diese setzten ihn vorerst in der Central Hockey League bei den Salt Lake Golden Eagles ein, gegen Ende der regulären Saison und in den Playoffs schaffte er jedoch dann den Sprung in den NHL-Kader der Blues. Auch die folgenden zwei Spielzeiten verbrachte er sowohl in der CHL als auch in der NHL. In der Spielzeit 1984/85 schaffte er dann endgültig den Sprung ins NHL-Team, wurde aber im darauffolgenden Sommer im Tausch für Rick Meagher und ein Zwölftrunden-Wahlrecht im NHL Entry Draft 1986 zu den New Jersey Devils transferiert. Dort spielte Anderson bis zum Ende der Saison 1990/91. Während dieser Zeit musste er immer wieder in der American Hockey League bei den Farmteams der Devils auflaufen. Zur Saison 1991/92 wollten die Devils Andersons Vertrag nicht verlängern, und so unterschrieb er als Free Agent einen Vertrag bei den neu gegründeten San Jose Sharks, wo er lediglich eine halbe Saison spielte. Seine Karriere ließ er in den Spielzeiten 1992/93 und 1993/94 in der International Hockey League ausklingen.

## Erfolge und Auszeichnungen
- 1982 CHL Second All-Star Team

## Karrierestatistik
(Legende zur Spielerstatistik: Sp oder GP = absolvierte Spiele; T oder G = erzielte Tore; V oder A = erzielte Assists; Pkt oder Pts = erzielte Scorerpunkte; SM oder PIM = erhaltene Strafminuten; +/− = Plus/Minus-Bilanz; PP = erzielte Überzahltore; SH = erzielte Unterzahltore; GW = erzielte Siegtore; 1 Play-downs/Relegation; Kursiv: Statistik nicht vollständig)